# Eduardo Soto Kloss
Eduardo Alberto Soto Kloss (Santiago, 7 de agosto de 1939) es un jurista, docente, exdecano y ex abogado integrante del Tribunal Constitucional de Chile, autor de artículos sobre Derecho administrativo en revistas especializadas.

## Biografía
Nació en Santiago en 1939. Sus estudios secundarios los cursó en el Liceo Alemán de Santiago entre 1953 y 1956. Ingresó a la Universidad de Chile a estudiar Derecho, titulándose de abogado en 1963. Su tesis de grado se tituló De la libertad de enseñanza y del estatuto jurídico de las subvenciones a la enseñanza privada. En 1968 se doctoró en Derecho por la Universidad de París gracias a una beca del gobierno de Francia, donde defendió su tesis La aplicación en el tiempo de los actos administrativos. Realizó estudios de postdoctorado en la Universidad de Roma.
En 1969 se casó con Elsa Larreategui.
Fue el primer abogado integrante del Tribunal Constitucional de Chile, entre 1985 y 2002.
Profesor de Derecho administrativo en la Universidad de Chile entre 1971 y 1997 y en la Pontificia Universidad Católica de Chile desde 1973. Dirigió el Departamento de Derecho Público y fundó la Revista de Derecho Público de la Universidad de Chile. Fue decano de la Facultad de Derecho de la Universidad Santo Tomás entre 1998 y 2010. Ha sido invitado como ponente en varios países y es autor de más de 160 artículos en revistas especializadas nacionales y extranjeras.

## Principales obras
Las obras más destacadas de Soto Kloss como autor o coautor son:
- Sanciones administrativas y derechos fundamentales. Conferencias Santo Tomás 2005. Universidad Santo Tomás. Santiago de Chile. 2006.

- La  responsabilidad del Estado Administración.  Conferencias Santo Tomás de Aquino 2006. Universidad Santo Tomás. Santiago de Chile.2007.

- Lecciones de Derecho natural. Antecedentes históricos. Traducción Prof. Patricio Carvajal Ramírez. Universidad Santo Tomás. Santiago de Chile. 2007.

- El Derecho natural en la realidad social y jurídica. Universidad Santo Tomás. Santiago de Chile.2005.

- Derecho Administrativo. Temas Fundamentales. LegalPublishing – Abeledo Perrot. Santiago de Chile. 2009; segunda edición aumentada 2010.

- Adversus haereses, en Litigación Pública (Arancibia, Martínez, Romero, coordinadores). Abeledo Perrot. Santiago de Chile. 2011.

- Álvaro d’Ors: homenaje a un maestro. Universidad Santo Tomás. Santiago de Chile. 2004.

- Derecho constitucional económico. Revista del Abogado. Santiago de Chile. 2001.

## Homenajes
- 2009: Publicación del libro La primacía de la persona: estudios en homenaje al profesor Eduardo Soto Kloss, de José Ignacio Martínez y Jaime Arancibia, Santiago de Chile: Legal Publishing, ISBN 9789562388351.
- 2014: Investidura de Soto Kloss como doctor honoris causa por la Universidad de los Andes.[6]